# Costante catalitica
La costante catalitica, o numero di turnover, (espressa come Kcat) è una proprietà cinetica intrinseca degli enzimi che esprime il numero di molecole di substrato convertite in prodotto da una molecola di enzima nell'unità di tempo, quando l'enzima è saturo.
| Enzima              | Substrato    | Kcat(s-1)  |
| ------------------- | ------------ | ---------- |
| Catalasi            | H2O2         | 40 000 000 |
| Anidrasi carbonica  | HCO3-        | 400 000    |
| Acetilcolinesterasi | Acetilcolina | 14 000     |
| Fumarasi            | Fumarato     | 800        |